# No Resolution
«No Resolution» es una canción de la banda sudafricana de metal alternativo Seether. Fue lanzado el 24 de enero de 2012 como el tercer sencillo de su quinto álbum de estudio Holding Onto Strings Better Left to Fray (2011).

## Antecedentes
La canción fue la primera del álbum en ser tocada en vivo, debutando el 4 de septiembre de 2010. En diciembre de 2011, se anunció que la canción sería lanzada a la radio el 24 de enero de 2012. Entró en la lista de Rock Songs de Estados Unidos. el 19 de enero, debutando en el número 48.

## Posicionamiento en lista
| Lista (2012)                                  | Posición |
| --------------------------------------------- | -------- |
| Canadá (Canada Rock)                          | 19       |
| Estados Unidos (Hot Rock & Alternative Songs) | 8        |